# Jens König (Journalist)
Jens König (* 17. Januar 1964 in Ost-Berlin) ist ein ehemaliger deutscher Journalist und Sachbuchautor. Er ist als Business Coach tätig.

## Leben
König wurde in Ost-Berlin als Sohn eines Ingenieurs und einer Friseurin geboren und wuchs dort auf. 1982 legte er das Abitur ab und absolvierte anschließend ein einjähriges Volontariat bei der FDJ-Tageszeitung Junge Welt (JW). 1983 trat König der SED bei, der er bis 1989 angehörte. Von 1983 bis 1987 studierte er Journalistik an der Sektion Journalistik an der Karl-Marx-Universität in Leipzig und an der Lomonossow-Universität in Moskau. Nach Studienabschluss war er ab 1987 Redakteur der Jungen Welt.
Während der friedlichen Revolution in der DDR wurde JW-Chefredakteur Hans-Dieter Schütt abgesetzt. Am 21. November 1989 wählten die Mitarbeiter der Jungen Welt Jens König zum neuen Chefredakteur, einen Posten, den er bis 1994 innehatte. Danach leitete König bis 2008 das Parlamentsbüro der taz. Ab 2008 war er Reporter im Berliner Büro des stern, von 2018 bis 2020 USA-Korrespondent der Zeitschrift in New York. Seit 2022 arbeitet König hauptberuflich als selbstständiger Business Coach und Führungskräfte-Entwickler.
Das von König mitverfasste Buch Einfach abgehängt wurde 2007 mit dem Literaturpreis Das Politische Buch der Friedrich-Ebert-Stiftung ausgezeichnet und positiv rezensiert, unter anderem im Freitag.

## Veröffentlichungen (Auswahl)
- Gregor Gysi: Eine Biographie. Rowohlt, Berlin 2005, ISBN 3-87134-453-2.[5]
- mit Nadja Klinger: Einfach abgehängt. Ein wahrer Bericht über die neue Armut in Deutschland. Rowohlt, Berlin 2006, ISBN 3-87134-552-0.